# スター Z-84
Z-84は、スペインのスター・ボニファシオ・エチェベリア社が製造していた短機関銃である。

## 概要
スペイン海軍のUOEや国家警察のGEOといった特殊部隊からの「フロッグマンなどが水中を携行し、上陸後ただちに射撃できる火器」という要望に応じて開発された。
オープンボルト方式の短機関銃であり、全体的なデザインはイスラエル製のUZI短機関銃やアメリカ製のイングラムM10短機関銃の影響を強く受けている。
生産性の高いプレス加工と精密鋳造の部品を多用しており、また整備性の高い角型のレシーバーと大型のカバーを採用している。全長を短く設計するためL字型ボルトを採用しており、マガジンはグリップ内に装着する。また、ストックは上方向に折り畳むことができ、展開時には銃身軸よりも下方に展開することで、潜水用ゴーグルやレギュレーターを装備していても構えやすいようになっている。
ボルトは2本のガイドレールに挟まれており、レシーバーとの間に間隔を空けることで、内部に汚れが発生しても射撃できるよう設計されている。射撃時は、ボルトとチャージングハンドルは連動しない。
グリップ上部の左側面にスライド式のセレクターがあり、セミ/フルオート射撃の切り替えが可能。クロスボルト式のマニュアルセフティはセレクターとは別にトリガーの後ろに配置されており、安全位置にするとトリガーを固定する。また、コッキング中に誤って手を滑らせた場合などに、前進するボルトを止める「インターセプティング・ノッチ機構」と、ボルトを固定する「イナーシャ・ロック機構」という2つの安全機構が組み込まれている。
スペイン軍特殊部隊とスペイン警察で制式採用されたほか、海外にも輸出された。採用した部隊での評価は高かったが、1998年に製造メーカーが倒産したため、現在は製造されていない。

## 運用国
- スペイン - スペイン軍、スペイン警察[1]